# Osmia cyaneonitens
Osmia cyaneonitens är en biart som beskrevs av Cockerell 1906. Osmia cyaneonitens ingår i släktet murarbin, och familjen buksamlarbin. Inga underarter finns listade i Catalogue of Life.